# Bhayanak Maut
Bhayanak Maut es una banda de musical de la India de géneros 	Death Metal/Groove Meta creada en la ciudad de Mumbai. El nombre del grupo ha sido inspirado en una película de los Hermanos de Ramsay, que era de género terrorífico. Pues el nombre de la banda se traduce como "muerte horrible". Su música es ecléctica, que consta de una mezcla de ritmos entre el death metal y hardcore metal. 

## Historia
Los integrantes de Bhayanak Maut, se reunieron en noviembre de 2003. La banda originalmente comenzó haciendo un estilo de mísca cómica, hasta llegar a tener una formación más profesional y luego entrar en competencias de música en la que participaron en Chennai. La banda se formó por medio de Jaison y Sriram, que luego reclutó a varios miembros, incluyendo a s Kattoua Aman, Ravi Balakrishnan, Baba y Rahul, quienes se unieron a la banda. De la banda original sólo quedó Baba en el BM.. La banda tiene regularmente un Estudio de grabación llamado "N.O.C. The Jam Studio" en Mumbai.

## Discografía
- Hell Is All People (2004)
- Malignant (2006)
- Untitled Bhayanak Maut Album (2009)
- Metastasis (2010)

## Integrantes
- Sunneith Revankar
- Rahul Hariharan
- Venkatraman (Baba)
- Aditya Nair (Amidtsya)
- Swapnil Bhumkar
- Vinay Venkates

### Anteriores integrantes
- Jaison Lewis
- Sriram Sharma
- Jai Row Kavi